# 삼랑진고등학교
삼랑진고등학교(三浪津高等學校)는 대한민국 경상남도 밀양시 삼랑진읍 송지리에 있는 사립 고등학교이다.

## 학교 연혁
- 1985년 3월 6일 : 개교 및 입학식
- 1986년 5월 28일 : 제2대 문광선 이사장 취임
- 2000년 7월 8일 : 다목적 강당 준공(2,248m2)
- 2005년 2월 15일 : 문선도서관 개관(780m2)
- 2008년 12월 15일 : Lee Art Hall 개관(1,976m2)
- 2011년 4월 2일 : 기숙사 아이빛하우스 개관
- 2021년 6월 17일 : 교과특성화학교 선정
- 2022년 4월 18일 : 고교학점제 선도학교에 따른 홈베이스/학습카페 완공
- 2023년 2월 10일 : 제36회 63명 졸업(누계 3,462명)
- 2023년 3월 2일 : 2023학년도 입학식(83명 입학)
- 2023년 9월 1일 : 제12대 이상희 교장 취임

## 참고 자료
- 삼랑진고등학교 - 한국교육학술정보원 학교알리미